# الدوقة الكبرى ماريا ألكسندروفنا من روسيا
الدوقة الكبرى ماريا ألكسندروفنا من روسيا (الروسية: Мария Александровна) هي الابنة الخامسة لإمبراطور روسيا ألكسندر الثاني وماريا ألكسندروفنا.